# Adam Arkapaw
Adam Arkapaw, né à Sydney, est un directeur de la photographie australien.
Il remporte en 2013 un Emmy Award de la meilleure photographie pour la mini-série de Jane Campion, Top of the Lake.

## Biographie
En 2011, il est nommé par Variety dans les dix directeurs de la photographie à surveiller (10 Cinematographers to Watch).
Depuis 2012, il partage la vie de l'actrice britannico-américaine Elisabeth Moss, rencontrée sur le tournage de Top of the Lake,.

## Filmographie

### Cinéma

#### Longs métrages
- 2009 : Blind Company d'Alkinos Tsilimidos
- 2010 : Animal Kingdom de David Michôd
- 2011 : Les Crimes de Snowtown (Snowtown) de Justin Kurzel
- 2012 : Lore de Cate Shortland
- 2015 : Macbeth de Justin Kurzel
- 2016 : The Light Between Oceans de Derek Cianfrance
- 2016 : Assassin's Creed de Justin Kurzel
- 2019 : Light of My Life de Casey Affleck
- 2019 : Le Roi (The King) de David Michôd

#### Courts métrages
- 2004 : The Road Not Taken
- 2005 : The City Eats Its Weak
- 2006 : Invisible
- 2006 : Booth Story
- 2006 : Anne & Richard
- 2007 : Songs for Running Away
- 2008 : I Love Sarah Jane
- 2008 : Little Wings
- 2008 : Jerrycan
- 2008 : Wanderlust/Wanderlost
- 2008 : Dissection
- 2008 : Ahmad's Garden
- 2008 : Directions
- 2008 : Love Apples
- 2009 : The Last Supper
- 2009 : Jen in the Painting
- 2009 : Apricot
- 2009 : 27
- 2010 : Foreign Parts
- 2011 : Bear de Nash Edgerton
- 2012 : Yardbird
- 2012 : Dumpy Goes to the Big Smoke
- 2014 : The Apprentice

### Télévision
- 2013 : True Detective de Cary Fukunaga (réalisation) et Nic Pizzolatto (écriture)
- 2013 : Top of the Lake de Jane Campion (réalisation) et Gerard Lee (écriture)
- 2015 : Flesh and Bone

## Distinctions

### Récompenses
- Palm Springs International ShortFest 2006 : meilleure photographie étudiante pour The City Eats Its Weak
- Jackson Hole Film Festival 2006 : Cowboy Award de la meilleure photographie pour End of Town
- Camerimage 2010 : meilleure photographie pour Animal Kingdom
- Festival international du film des Hamptons 2012 : meilleure photographie pour Lore
- Festival international du film de Stockholm 2012 : meilleure photographie pour Lore
- Primetime Creative Arts Emmy Awards 2013 : meilleure photographie pour une mini-série ou un téléfilm pour Top of the Lake (Episode 1)
- Australian Academy of Cinema and Television Arts Awards 2014 : meilleure photographie pour Top of the Lake

### Nominations
- AFI Awards 2006 : meilleure photographie pour End of Town
- AFI Awards 2010 : meilleure photographie pour Animal Kingdom
- IF Awards 2012 : meilleure photographie pour Les Crimes de Snowtown
- AACTA Awards 2012 : meilleure photographie pour Les Crimes de Snowtown
- Film Critics Circle of Australia Awards 2012 : meilleure photographie pour Les Crimes de Snowtown
- AACTA Awards 2013 : meilleure photographie pour Lore
- Film Critics Circle of Australia Awards 2013 : meilleure photographie pour Lore
- Deutschen Filmpreis 2013 : meilleure photographie pour Lore